# Adam Grünewald
Adam Grünewald (* 20. Oktober 1902 in Frickenhausen am Main bei Würzburg; † 22. Januar 1945 in Veszprém, Ungarn) war ein deutscher SS-Sturmbannführer und Lagerkommandant des Konzentrationslagers Herzogenbusch.

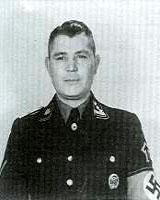
Adam Grünewald

## Leben
Adam Grünewald, gelernter Bäcker, wurde nach dem Ersten Weltkrieg Mitglied bei einem der Freikorps. Ab 1919 leistete er als Berufssoldat bei der Reichswehr 12 Jahre Militärdienst ab und beendete seine militärische Laufbahn als Unterfeldwebel. Grünewald, seit Ende der 1920er Jahre verheiratet, trat 1931 der SA und zum 1. Mai desselben Jahres der NSDAP bei (Mitgliedsnummer 536.404). Nach seinem Eintritt in die SA arbeitete er dort zunächst hauptamtlich, wechselte aber 1934 zur SS (Mitgliedsnummer 253.631) über.

## Tätigkeit in den Konzentrationslagern und Lagerkommandantur
Grünewald, der die Dachauer Schule unter Theodor Eicke durchlief, wurde Mitte der 1930er Jahre zunächst zu der Wachmannschaft des KZ Lichtenburg versetzt. 1938 bis 1939 war er Schutzhaftlagerführer im KZ Dachau, 1943 Schutzhaftlagerführer im KZ Sachsenhausen. Im Oktober 1943 wurde er zum Lagerkommandanten des niederländischen Konzentrationslagers Herzogenbusch befördert. Grünewald, laut Personalakte von begrenztem Fassungsvermögen, wurde in dieser Position im Februar 1944 von Hans Hüttig abgelöst. Dies geschah nach dem so genannten Bunkerdrama von Vught, bei dem Mitte Januar 1944 zehn weibliche Häftlinge starben. Am 15. Januar 1944 pressten SS-Männer, unter ihnen Lagerkommandant Grünewald, dessen Adjutant Hermann Wicklein und Schutzhaftlagerführer Arnold Strippel, im KZ Herzogenbusch 74 weibliche Häftlinge in eine 9,5 m² große Zelle. In der benachbarten Zelle wurden nochmals 17 Frauen eingesperrt. Bis zum Morgen des 16. Januars 1944, als die Zellentür geöffnet wurde, starben zehn Frauen den qualvollen Erstickungstod. Da dieser Vorfall in der niederländischen Öffentlichkeit zu erheblichem Aufruhr führte, wurden Grünewald und Wicklein vor ein SS-Gericht gestellt. Wegen Misshandlung Untergebener wurde Grünewald Anfang März 1944 zu dreieinhalb Jahren Haft und Wicklein wegen Begünstigung zu sechs Monaten Gefängnis verurteilt. Heinrich Himmler begnadigte die beiden Verurteilten, und Grünewald wurde zur SS-Totenkopfdivision versetzt, wo er beim Fronteinsatz im Januar 1945 starb.